# Fredonia (Biscoe), Arkansas
Fredonia (Biscoe) là một thị trấn thuộc quận Prairie, tiểu bang Arkansas, Hoa Kỳ. Năm 2010, dân số của thị trấn này là 363 người.

## Dân số
- Dân số năm 2000: 476 người.
- Dân số năm 2010: 363 người.